# День независимости Казахстана
День Независимости Казахстана (каз. Тәуелсіздік күні) — государственный праздник Республики Казахстан, отмечается в Казахстане ежегодно 16 декабря.
Согласно закону Республики Казахстан О праздниках, в Казахстане отмечаются национальные праздники]], государственные праздники, профессиональные и иные праздники.
Государственные праздники — праздники, посвящённые событиям, имеющим общественно-политическое значение, а также традиционно отмечаемые гражданами Республики Казахстан. Празднование государственных праздников может сопровождаться проведением официальных мероприятий. Устанавливаются Законом «О праздниках в Республике Казахстан».

## История
16 декабря 1991 года Постановлением Верховного Совета Республики Казахстан № 1008-XII был принят конституционный закон «О государственной Независимости Республики Казахстан».
В преамбуле Закона сказано: «Верховный Совет Республики Казахстан, выражая волю народа Казахстана, признавая приоритет прав и свобод личности, закрепленных во Всеобщей декларации прав человека, иных общепризнанных нормах международного права, подтверждая право казахской нации на самоопределение, исходя из решимости создания гражданского общества и правового государства, осуществляя миролюбивую внешнюю политику, заявляя о своей приверженности принципу нераспространения ядерного оружия и процессу разоружения, торжественно провозглашает государственную Независимость Республики Казахстан».
В соответствии с Законом «Республика Казахстан — независимое, демократическое и правовое государство. Она обладает всей полнотой власти на своей территории, самостоятельно определяет и проводит внутреннюю и внешнюю Политику». Статья 1. «Республика Казахстан строит свои взаимоотношения со всеми государствами на принципах международного права».
29 сентября 2022 года Президент Казахстана Касым-Жомарт Токаев подписал Закон Республики Казахстан «О внесении изменений и дополнений в некоторые законодательные акты Республики Казахстан по вопросам кинематографии, культуры и праздников», согласно которому День Независимости — 16 декабря установлен государственным праздником.